# Евлогий (Георгиевский)
Митрополи́т Евло́гий (в миру Васи́лий Семёнович Гео́ргиевский; 10 [22] апреля 1868, село Сомово, Тульская губерния — 8 августа 1946, Париж) — епископ Русской православной церкви; митрополит (1922). Управляющий русскими православными приходами Московской патриархии в Западной Европе (с 1921); с февраля 1931 года — в юрисдикции Константинопольского патриархата («временно единая особая экзархия Святейшего Патриаршего Вселенского Престола на территории Европы»); с конца августа 1945 года считал себя в юрисдикции Московского патриархата (с 7 сентября 1945 года Западноевропейский экзархат Русской православной церкви). Доктор богословия honoris causa (1943).
Член Государственной думы Российской империи II и III созывов от православного населения Холмской, Люблинской и Седлецкой губерний, (1907—1912).

## Биография
Родился в многодетной семье сельского священника Семёна Ивановича Георгиевского. Отец служил в окрестностях Гродно и во время восстания 1863 повстанцы приговорили его к смерти. Но приговор не был исполнен. Отец сначала сменил свою польскую фамилию Будзилович на звучащую более по-русски Будилович, а затем взял церковную фамилию Георгиевский. Мать — из разветвлённого рода тульских священников Глаголевых. У Василия была сестра и 5 братьев, в том числе старшими были Александр и Антон. В юности, прошедшей в бедности, часто посещал Оптину пустынь и великого старца этой обители Амвросия (Гренкова).
Позднее вспоминал: «тяжёлые впечатления раннего моего детства заставили меня ещё ребёнком почувствовать, что такое социальная неправда. Впоследствии я понял, откуда в семинариях революционная настроенность молодёжи: она развивалась из ощущений социальной несправедливости, воспринятых в детстве. Забитость, униженное положение отцов сказывалось бунтарским протестом в детях. Общение с народом привело меня с детских лет к сознанию, что интересы его и наши связаны».

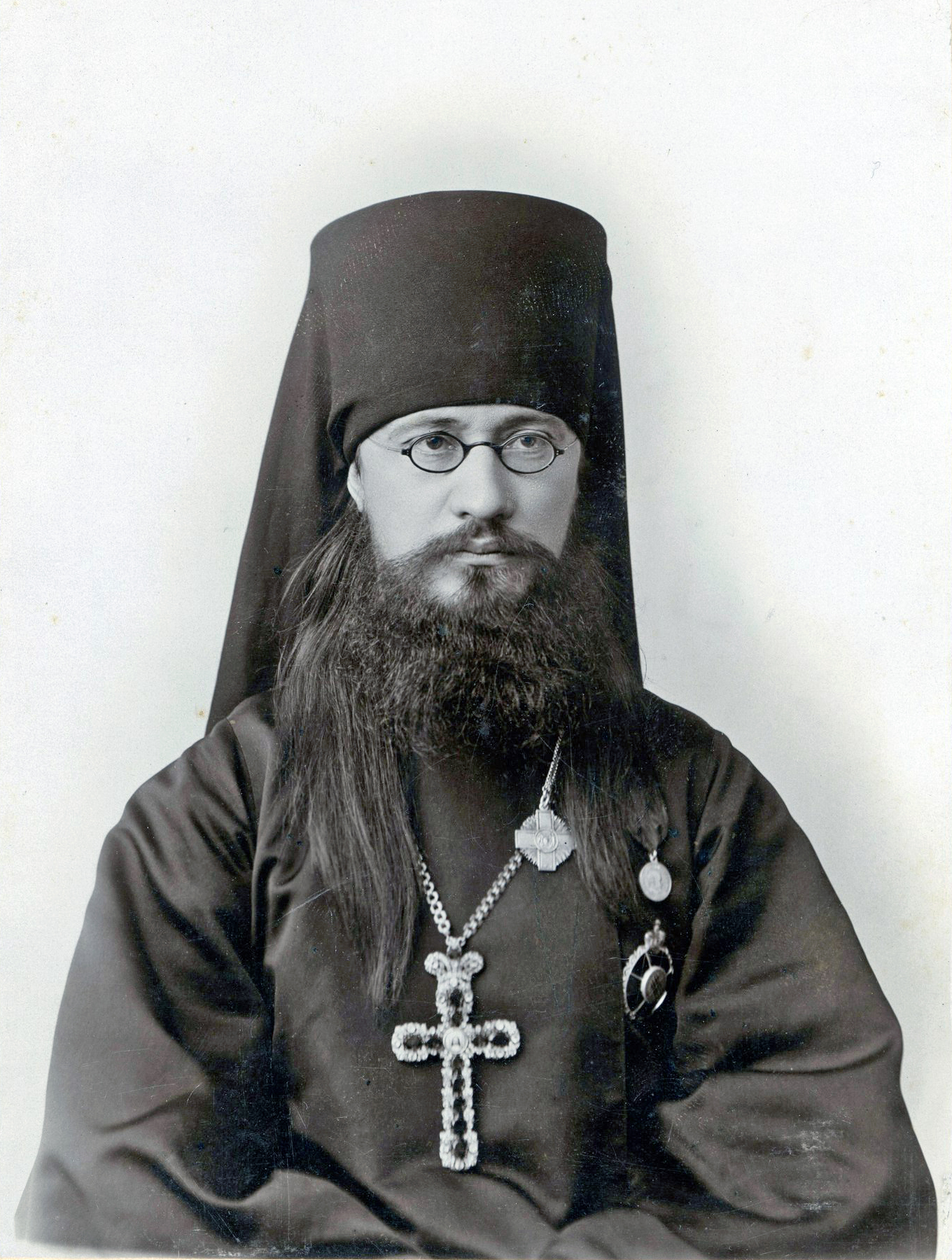
Архимандрит Евлогий в должности ректора Холмской духовной семинарии

В 1882 году окончил Белёвское духовное училище, в 1888 году — Тульскую духовную семинарию, в 1892 году — Московскую духовную академию со степенью кандидата богословия за работу, посвящённую святителю Тихону Задонскому.
С октября 1892 года — домашний учитель в семье товарища тульского губернского прокурора С. А. Лопухина.
С марта 1893 года — помощник смотрителя Ефремовского духовного училища.
С 29 декабря 1894 года — преподаватель греческого языка в Тульской духовной семинарии.
3 февраля 1895 года был пострижен в монашество епископом Тульским и Белёвским Иринеем (Ордой).
12 февраля 1895 года рукоположён в сан иеромонаха.
C 5 августа 1895 года — инспектор Владимирской духовной семинарии.
С 4 ноября 1897 занимал года должность ректора духовной семинарии в Холме, где наблюдателем церковных школ (училищ) Холмской епархии был его старший брат Александр. 23 ноября того же года возведён в сан архимандрита.
С 1898 года председатель Издательского совета Богородицкого братства, цензор всех его изданий, благочинный мужских и женских монастырей на Холмщине. Сблизился с православным населением края; считал, что оно из-за угнетения польскими ксендзами и помещиками может утратить национальное русское самосознание, и необходимо принимать меры для предотвращения такого развития событий.

### Епископ Холмский

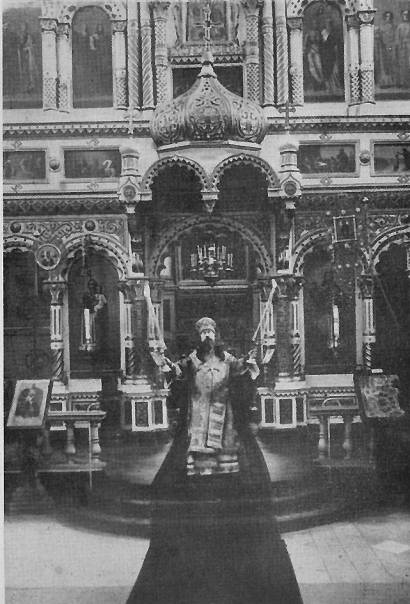
Епископ Евлогий в соборе города Холма

12 января 1903 года архиепископом Варшавским Иеронимом (Экземплярским) в холмском кафедральном соборе Рождества Богородицы был хиротонисан во епископа Люблинского, викария Холмско-Варшавской епархии.
С 18 июля 1905 года — епископ новоучреждённой самостоятельной Холмской и Люблинской епархии. Торжественное открытие епархии состоялось 8 сентября 1905 года. Часто служил и проповедовал, посещал приходы и учебные заведения. Руководил строительством новых храмов, созданием новых церковно-приходских школ, учредил несколько периодических изданий («Холмская церковная жизнь» с «Народным листком», «Братская беседа», «Холмская Русь»). Приходские братства были объединены в Холмское Богородицкое братство, что активизировало их деятельность (в частности, братство открыло собственную типографию). По инициативе и при участии владыки были созданы Холмское женское благотворительное общество, Народно-просветительное общество Холмской Руси, Холмская архивная комиссия. Председательствовал на ежегодных съездах, созывавшихся для обсуждения различных вопросов церковной и общественной жизни.
Уделял значительное внимание экономическому развитию Холмщины. При его активном содействии были учреждены Холмское сельскохозяйственное общество взаимного кредита, товарищество для покупки и парцелляционной распродажи имений православным земледельцам, Русское сельскохозяйственное общество Холмщины и Подляшья для улучшения крестьянского хозяйства. За тяготение к простым людям его иногда называли «мужицким архиереем». Почётный попечитель Леснинского православного братства Св. Креста.
Награждён орденами св. Владимира III (1904) и II (1911) степени, св. Анны I степени (1908), бриллиантовым крестом на клобук (1915).
20 мая 1912 года возведён в сан архиепископа.

### Член Государственной думы

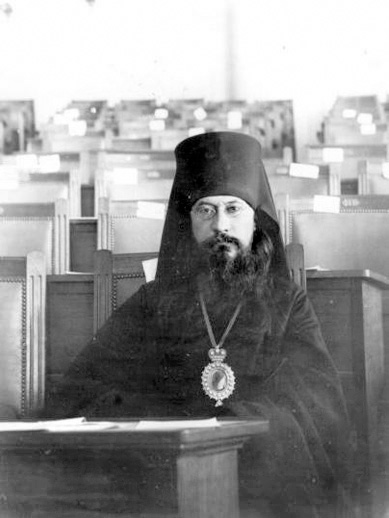
Епископ Евлогий, ок. 1912

В 1907 году был избран членом II Государственной думы от православного населения Люблинской и Седлецкой губерний. В 1907—1912 годах — член III Думы. Входил в состав думских комиссий: законодательных предположений, вероисповедной, старообрядческой, аграрной. Являлся председателем вероисповедной комиссии. Был членом фракции умеренно-правых, русской национальной фракции, затем примкнул к монархистам-националистам. Защищал предложенную Петром Столыпиным правительственную программу реформ. 12 апреля 1907 года выступил с докладом по аграрному вопросу: о бесправном состоянии батраков и ненормальном положении крестьянства в Холмском крае, особенно в «сервитутном» вопросе.
Выступал за предоставление российскому епископату больших полномочий в управлении церковным имуществом (за счёт уменьшения роли синодальных органов, подчинённых обер-прокуратуре); уклонился от защиты обер-прокурора Владимира Саблера от нападок в связи с обвинениями в связях с Григорием Распутиным. Выступал против расширения прав старообрядцев, предоставления им права проповеди. Возражал против законопроекта о свободе перехода из одного вероисповедания в другое (30 мая 1909); был сторонником государственной поддержки церковно-приходских школ (24 января 1911).
Выдвинул в Думе предложение о выделении Холмщины из Царства Польского, которое получило вид законопроекта, принятого в 1912 году, — закона об учреждении Холмской губернии из частей Люблинской и Седлецкой губерний и изъятии её территории из Привислинского края (Царства Польского). Активно полемизировал с депутатами, представлявшими Польское коло, Конституционно-демократическую партию и левые фракции, которые решительно возражали против сокращения территории Царства Польского. В ходе обсуждения законопроекта апеллировал к общественному мнению, привлекая его на сторону православного населения Холмщины. В результате в Холмской губернии (её официальное учреждение состоялось в 1913 году) значительную роль с самого начала её существования стала играть Православная церковь под руководством владыки Евлогия. (После восстановления независимости Польши Холмщина вошла в её состав).
Являлся одним из членов-учредителей Русского окраинного общества в 1908 году.
Не выставил свою кандидатуру на выборах в IV Государственную думу (1912), ввиду запрещения со стороны Синода — из-за его отказа обер-прокурору Синода Владимиру Саблеру организовать в Думе отдельную фракцию духовенства и возглавить её.
Советское академическое издание по истории СССР (1968) так оценивало Евлогия как думского деятеля: «Во главе всей затеи с Холмщиной стоял депутат III Думы и признанный глава всего думского духовенства епископ Люблинский и Холмский Евлогий — умный, энергичный и беззастенчивый демагог, одна из самых зловещих фигур воинствующего национализма».

### В годы Первой мировой и Гражданской войн
С 14 мая 1914 года — архиепископ Волынский и Житомирский (до того кафедру занимал архиепископ Антоний (Храповицкий)). После занятия русской армией (см. Галицийская битва) территорий Австро-Венгрии был назначен управлять церковными делами в оккупированных областях. Руководил массовым открытием в Галиции православных приходов, что привело к его обвинению частью российского общества в «русификации», а также вызвало негативную реакцию униатов. Критически оценивал его деятельность в Галиции бывший тогда протопресвитером военного и морского духовенства Георгий Шавельский. В 1916 был освобождён от этой должности.
Известие об отречении Николая II Евлогий встретил растерянно, с душевной тяжестью, хотя и без излишней драматизации. Сразу же в житомирских газетах началась травля: его называли «черносотенцем», «старорежимником» и т. д. После Февральской революции, когда по российским епархиям шла волна удаления правящих архиереев по требованию духовенства и мирян, получил доверие от Первого Свободного Епархиального Съезда Волынского духовенства и мирян, состоявшегося 14 апреля 1917 года, «по выслушании ораторов, осветивших политическую и церковно-общественную деятельность Архиепископа ЕВЛОГИЯ, в связи с возбуждённым Городским Исполнительным Комитетом ходатайством об удалении его из Волыни».
Летом 1917 года, когда в Генеральный секретариат Центральной Рады входил бывший подольский семинарист Всеволод Голубович, пытался протестовать против пребывания на должности министра исповеданий Украины бывшего Енисейского епископа Никона (Миколы Бессонова), но тщетно.
Участвовал в работе Предсоборного Совета; был членом Всероссийского Поместного Собора 1917—1918 (по должности и по участию в Предсоборном Совете), возглавлял отдел «Богослужение, проповедничество и церковное искусство», выступал за восстановление Патриаршества.
13 ноября 1917 года в церкви Вознесения у Никитских ворот, при огромном стечении народа, возглавил отпевание убитых во время боёв в Москве юнкеров.
7 декабря 1917 года избран одним из шести постоянных членов новообразованного Священного Синода.
Возвратившись к Рождеству на Украину, боролся против автокефалистского движения. В 1918 году член Всеукраинского Православного Церковного Собора и Высшей Церковной Рады. Весной получил от Патриарха указание поехать в Киев и провести выборы Киевского митрополита вместо убиенного митрополита Владимира (Богоявленского); 30 мая 1918 года на киевскую кафедру был избран Антоний (Храповицкий).
После занятия Киева войсками Директории, 4 декабря (17 декабря) 1918 года, в Киевской Лавре был арестован; митрополит Киевский Антоний (Храповицкий) был арестован на следующий день. Оба были отправлены поездом в заключение в униатский монастырь в Бучаче, где находились епископ Чигиринский Никодим (Кротков) и его иеродиакон Николай; позже также были привезены из Почаева архимандрит Виталий (Максименко) и иеромонах Тихон (Шарапов).
По освобождении, Антоний и Евлогий, опасаясь бандитизма на Волыни, решили остаться в руках поляков, которые теснили петлюровские войска; на Троицу 1919 года (27 мая ст. ст.) были вновь арестованы польскими жандармами и доставлены в Станислав, где их приютил Николай Семёнович Серебреников; потом препровождены во Львов, где были водворены в резиденцию униатского митрополита Андрея Шептицкого, до Февральской революции находившегося в русском плену. Шептицкий оказал им гостеприимство и посоветовал обратиться с петицией об освобождении к Клемансо, что и было исполнено узниками, которых, однако, вскоре перевезли в Краков. В Кракове их принял епископ (впоследствии кардинал) Адам Стефан Сапега, заявивший им: «Ваши имена известны, но они окружены ненавистью. Вас держат под охраной, чтобы толпа вас не растерзала.» Благодаря французскому посредничеству, они были освобождены с принесением извинений; им была предоставлена провизия и отдельный вагон I класса для следования в район расположения армии Деникина. Через Черновицы, Яссы, Галац и Константинополь (где они были официально приняты Местоблюстителем Патриаршего престола митрополитом Прусским Дорофеем (Маммелисом) и его Синодом) в конце августа 1919 года прибыли в Новороссийск, где были восторженно встречены. Евлогий переехал в Екатеринодар к брату, бывшему там на должности члена Окружного суда. В сентябре 1919 года возглавил Церковно-общественный комитет Высшего Церковного Управления на Юго-Востоке России, ревизовал Кубанскую епархию.
В начале января 1920 года выехал из Екатеринодара в Новороссийск; 16 (29) января 1920 года на «архиерейском» грузовом пароходе «Иртыш» вместе с рядом других русских архиереев, архимандритов и священников отплыл из Новороссийска через оккупированный Антантой Константинополь и Салоники в Королевство сербов, хорватов и словенцев, эмигрировав из России в Югославию.

### В Германии
В начале 1920 года переехал в Белград. В составе сербской делегации в июле 1920 года участвовал в работе Всемирной конференции представителей христианских церквей в Женеве.
2 октября (15 октября) 1920 года Временным Высшим Церковным Управлением на Юго-Востоке России (под руководством митрополита Антония (Храповицкого) в Симферополе) ему было «вверено управление всеми западноевропейскими русскими церквами на правах Епархиального Архиерея, включая и церковь с приходом в Болгарской Софии и в Букуреште», о чём узнал позже — по эвакуации ВВЦУ ЮВР в Константинополь. 24 января 1921 года митрополит Антоний (Храповицкий) своим указом подтвердил его назначение (кроме западноевропейских русских приходов, ему также поручались русские приходы в Софии и Бухаресте). 26 марта (8 апреля) 1921 года патриарх Тихон подтвердил это назначение, издав аналогичный указ от имени Московского Патриархата.
Первоначально жил в Берлине, в здании Александровского приюта, посещая Париж. Участвовал в монархическом съезде в Рейхенгалле (Бавария) в 1921, но затем отошёл от политической деятельности, сосредоточившись на церковной работе. Посещал лагеря русских беженцев. Осенью 1921 принял участие в работе Русского Всезаграничного церковного собора в Сремских Карловцах, оказался в числе меньшинства его участников, выступавших против вовлечения православной Церкви за рубежом в политическую деятельность монархического толка. Такая позиция была поддержана Патриархом Тихоном; постановлением Священного Синода, по предложению Патриарха Тихона, от 30 января 1922 года был возведён в сан митрополита.
В начале июня получил указ Патриарха Тихона от 5 мая 1922 года (№ 349), который, в частности, гласил в своей резолютивной части: «<…> Признать „Послание Всезаграничного Церковного Собора чадам Русской Православной Церкви, в рассеянии и изгнании сущим“, о восстановлении в России монархии с царём из дома Романовых, напечатанное в „Новом Времени“ от 3 декабря 1921 года, № 184, и „Послание Мировой Конференции от имени Русского Всезаграничного Церковного Собора“, напечатанное в том же „Новом Времени“ от 1 марта сего года за № 254, за подписью Председателя Российского Заграничного Синода и Высшего Церковного Управления за границей Митрополита Киевского Антония, — актами, не выражающими официального голоса Русской Православной Церкви и ввиду их чисто политического характера не имеющими церковно-канонического значения; 2) ввиду допущенных Высшим Русским Церковным Управлением за границей означенных политических от имени Церкви выступлений и принимая во внимание, что, за назначением тем же Управлением Вашего Преосвященства заведующим русскими православными церквами заграницей, собственно для Высшего Церковного Управления там не остаётся уже области, в которой оно могло бы проявить свою деятельность, означенное Высшее Церковное Управление упразднить, сохранив временно управление русскими заграничными приходами за Вашим Преосвященством и поручив Вам представить соображения о порядке управления названными церквами <…>».
Указ Патриарха от 5 мая 1922 года впоследствии послужил для Евлогия обоснованием его притязаний на особые полномочия в церковной эмиграции, и позднейших его пререканий с Архиерейским Синодом РПЦЗ во главе с Антонием Храповицким; его собственная интерпретация последствий указа: «Патриарх Тихон <…> решительно осудил политические притязания Карловацкого Собора, угрожал церковным судом его деятелям, а полноту церковной власти за рубежом вручил мне, назначив меня временно Управляющим православными приходами в Западной Европе, с предписанием немедленно распустить Высшее Церковное управление в Карловцах и выработать новый проект управления церквами.»
Тем не менее, митрополит Евлогий фактически уклонился от восприятия порученной ему Патриархом власти; вместо того, предложил «просить Вселенского Патриарха о созыве Собора с участием представителей от других Автокефальных Церквей». Остался в составе Заграничного Архиерейского Синода, учреждённого в начале сентября 1922 года вместо упразднённого ВЦУЗ, хотя и на правах некоторой автономии — митрополичьего округа.

### Глава церковного управления в Париже

25-летие архиерейской хиротонии митрополита Евлогия (Париж, собор Александра Невского, 25 января 1928 г.). Духовенство вокруг митрополита Евлогия, слева направо: протоиерей Николай Сахаров, протоиерей Яков Смирнов, протодиакон Николай Тихомиров, диакон Евгений Вдовенко, архимандрит Иоанн (Леончуков), протоиерей Георгий Спасский, священник Александр Недочивин, протоиерей Сергий Булгаков

В конце 1922 года перевёл своё управление в Париж, налаживал церковную жизнь в существовавших в Европе православных приходах, открывал новые, в том числе Сергиевское подворье в Париже, а также множество храмов в различных странах. Получил поддержку либеральной и умеренно-консервативной части русской эмиграции, тогда как правые эмигрантские круги сохранили ориентацию на митрополита Антония. Прилагал усилия к созданию в эмиграции сестричеств и организации монашеской жизни, причём поддерживал принцип «монашества в миру» (сторонницей которого была, в частности, Мария (Скобцова)).
В эмиграции придерживался весьма либеральных взглядов. Так, первым среди русских православных архиереев разрешил трансляцию по радио церковных служб, говоря: «Когда-то и против электричества боролись. А на самом деле всякая сила, человеку полезная и человека улучшающая, — от Бога». Активно участвовал в экуменической деятельности. Ещё в январе 1912 стал первым председателем Общества сближения Англиканской Церкви с Православною. В эмиграции стал председателем Содружества святого Албания и преподобного Сергия, деятельность которого была направлена на поддержание православно-англиканского диалога.
В начале 1920-х годов стал инициатором создания Свято-Сергиевского православного богословского института в Париже, в 1925—1946 был ректором института. Привлёк к преподаванию в нём известных учёных, таких как А. В. Карташёв, С. Н. Булгаков, В. В. Зеньковский, Г. В. Флоровский, Г. П. Федотов, Б. П. Вышеславцев, В. Н. Ильин и др. Институт быстро стал интеллектуальным центром русской церковной эмиграции и, в то же время, подвергался критике со стороны консервативно настроенных церковных деятелей, обвинявших преподавателей этого учебного заведения в либерализме и экуменизме.
Поддерживал Русское студенческое христианское движение (РСХД); писал:

Для молодёжи, если она от Церкви отстаёт далеко, сразу войти в неё трудно, надо сначала дать ей постоять на дворе, как некогда стояли оглашенные, и потом уже постепенно и осторожно вводить её в религиозную стихию Церкви, иначе можно молодые души спугнуть, и они разлетятся в разные стороны: в теософию, антропософию и другие лжеучения.

### Смены юрисдикции и прещения
Отношения с Архиерейским синодом (РПЦЗ) (карловчанами) под председательством митрополита Антония из-за притязаний Евлогия на полноту власти в Западной Европе неуклонно обострялись. В частности, поводом для эскалации конфликта стал статус германского викариатства его епархии (возглавлялось епископом Тихоном (Лященко)). Из-за спора вокруг германского викариатства (решением Архиерейского собора оно было выделено в отдельную епархию), окончательно порвал с Архиерейским синодом 16/29 июня 1926 года, покинув заседание Архиерейского собора. После семимесячной полемики между Евлогием и Синодом РПЦЗ последний 13/26 января 1927 года постановил предать митрополита Евлогия суду священного Собора, отстранить его от управления епархией, назначить другого епископа и запретить в священнослужении. Состоявшийся летом 1927 года епархиальный съезд выразил поддержку Евлогию; последовал окончательный раскол русской православной эмиграции в Европе на «евлогиан» и «карловчан» (во главе группы приходов в Париже, решивших остаться в ведении Зарубежного синода, стал архиепископ Серафим (Лукьянов)).
Евлогий, оставшись в юрисдикции заместителя патриаршего местоблюстителя митрополита Сергия (Страгородского), согласился (наряду с епископом Вениамином (Федченковым)) на требование дать подписку о «лояльности» по отношению к советскому правительству (Указ № 93 от 1 (14) июля 1927 года заместителя местоблюстителя патриаршего престола митрополита Сергия), оговорив, что понимает под этим аполитичность эмигрантской церкви, а не подчинение Советской власти. Тем не менее, позиция митрополита Евлогия вызвала негативную реакцию со стороны многих эмигрантов; ряд его приходов перешёл к карловчанам: протоиерей Сергий Орлов (Женева), диакон Борис Молчанов (Медон), протоиерей Василий Тимофеев (Лондон), протоиерей Григорий Остроумов (Канны). Его положение стало ещё более шатким после публикации в советской прессе двух интервью митрополита Сергия (Страгородского) 15 и 18 февраля 1930 года для печати, подписанных прочими членами его Синода, в которых утверждалось, что в СССР нет гонений на Церковь и верующих: «В эмиграции поднялось сильнейшее возмущение столь явной неправдой». О крайне негативных в отношении патриархии настроениях среди эмигрантов в Париже в первые месяцы 1930 года в связи с интервью Сергия, а также совпавшей по времени волной возмущения после похищения агентами советской разведки генерала Александра Кутепова в конце января того же года, писал даже бескомпромиссный сторонник патриархии митрополит Литовский Елевферий (Богоявленский). Примечательно, что советская печать упоминала имя Евлогия в контексте «крестового похода» против СССР; так, в конце февраля 1930 года корреспондент «Известий» в Лондоне писал: «Основной чертой кампании было полное отсутствие конкретных фактов. <…> Сам Евлогий, припёртый, был вынужден опровергнуть достоверность „списка большевистских жестокостей“».
Профессор Иван Алексинский в официальном органе Архиерейского синода (в Сремских Карловцах) в начале 1930 года писал о роли Евлогия: «Восхваляя деятельность митр. Сергия, дошедшего в угодничестве перед советской властью до воздаяния ей благодарности за внимание к нуждам Церкви, то есть за осквернение русских святынь, разрушение храмов, истребление и истязания священнослужителей, митрополит Евлогий становится его соучастником в гонениях на достойнейших иерархов и священников в России, не принявших к исполнению кощунственного распоряжения митрополита Сергия о возношении молитв за врагов Бога. Митрополит Евлогий, хорошо зная, что Архиерейский Собор, твёрдо хранящий верность канонам и заветам русской Православной Церкви, всегда оставался в духовном единении с Матерью Церковью, дерзает предлагать русским иерархам изменить их пастырскому долгу и примкнуть вместе с ним к советской церкви, возглавляемой церковным Г. П. У.».
16 марта 1930 года принял участие в молениях о «страждущей Русской Церкви», проведённых по инициативе архиепископа Кентерберийского Космо Ланга в Лондоне; моления освещались прессой в СССР как эскалация пропагандистской войны против советского режима. Заявил о невозможности «изъявлять своей лояльности антихристианской и вообще безбожной власти». В ответ 10 июня 1930 года (указ также ставил в вину Евлогию ряд прежних «политических» демонстраций, в частности, панихиды в 10-летнюю годовщину октябрьского переворота и по Николаю фон Мекку, расстрелянному в рамках дела «контрреволюционной вредительской организации в НКПС и на железных дорогах СССР»), митрополит Евлогий был уволен митрополитом Сергием от управления русскими церквами в Западной Европе; временное управление русскими церквами Московского патриархата в Западной Европе было поручено архиепископу Владимиру (Тихоницкому); но основная масса приходов осталась верна ему, а епископ Владимир отказался принять назначение. Указом от 24 декабря 1930 года митрополит Сергий подтверждал решение своего Синода от 10 июня о увольнении Евлогия и распорядился упразднить Епархиальный совет в Париже; управление Западноевропейской епархией он поручал митрополиту Литовскому Елевферию (Богоявленскому).

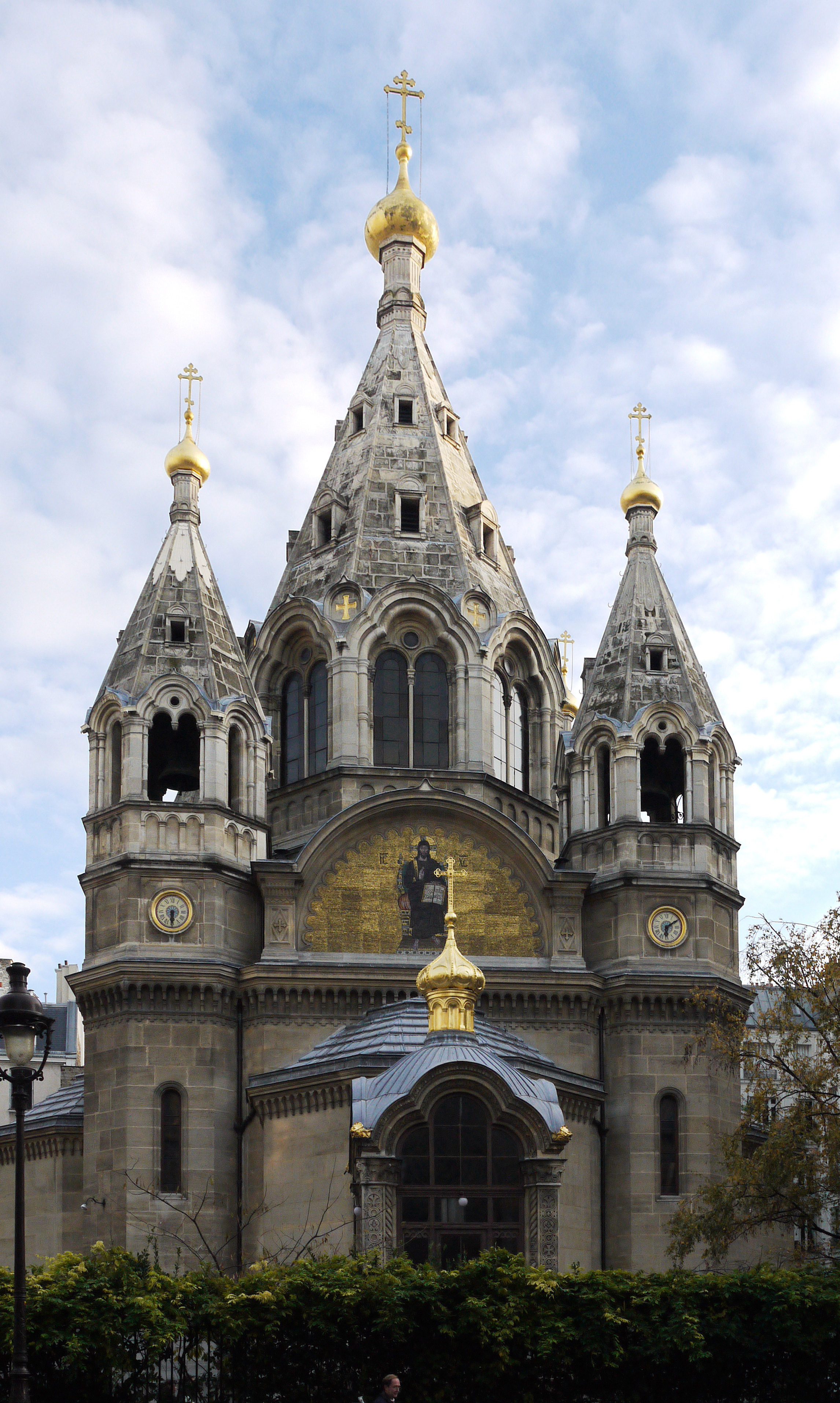
Александро-Невский собор на Рю Дарю (Париж)

Не признав решений Московской патриархии, пользуясь поддержкой епархии, 17 февраля 1931 года в резиденции патриарха Константинопольского в Фанаре был принят в юрисдикцию Константинопольского патриархата. В «Архипастырском послании» к верующим 12/25 февраля 1931 года он отмечал, что остаётся с Москвой в единстве молитвы, любви и веры и добавил: «Мы даже не смеем осуждать митрополита Сергия — заместителя патриаршего местоблюстителя. Мы только прямо подтверждаем, что здесь, за границами России нам невозможно следовать за ним… невозможно нам исполнять все его приказания, если они ставят под угрозу свободу церковной жизни». Митрополит Евлогий не сомневался, что «разрыв с Русской церковью означает только временное прекращение административных связей, вызванное особыми обстоятельствами современной жизни». 30 апреля 1931 года последовало запрещение Евлогия и его сторонников (клириков) в священнослужении от митрополита Сергия.
Близкий к митрополиту Антонию внук последнего председателя Государственной думы Российской империи Владимир Родзянко взял на себя посредничество в примирении митрополитов Антония и Евлогия, передав митрополиту Евлогию письмо от митрополита Антония. В мае 1934 года митрополит Евлогий прибыл в Белград. Митрополиты примирились и прочли друг над другом разрешительную молитву. Архиерейский синод РПЦЗ, однако, счёл это недостаточным для возобновления общения с митрополитом Евлогием; и он не был допущен до сослужения с карловацкими архиереями. Усилия патриарха Сербского Варнавы довести дело примирения до конца успехом не увенчались. В августе 1934 года Архиерейский собор в Сремских Карловцах, на который митрополит Евлогий был приглашён, но не прибыл, снял с него запрещения, но самого митрополита Евлогия это постановление не удовлетворило, так как он был не согласен с формулировками решения, что он «сам осудил свой поступок», «сам просил простить меня», считая, что само запрещение было незаконным. В окружении митрополита Евлогия в Париже большинство было против возобновления общения с карловчанами. Возобновление общения на практике не состоялось, оставались взаимное недоверие, соперничество, взаимные претензии.
В 1935 года Сербская православная церковь организовала несколько встреч Архиерейского синода РПЦЗ с митрополитом Евлогием. Первое совещание епископов Русской православной церкви за рубежом по вопросу восстановления мира и единства состоялось под председательством патриарха Сербского Варнавы 18/31 октября 1935 года в Сремских Карловцах. Присутствовали митрополиты Евлогий, Феофил (Пашковский), архиепископ Анастасий (Грибановский) и епископ Димитрий (Вознесенский). Митрополит Евлогий заявил, что из отношений «заграничных епископов исчезли взаимная связующая братская любовь, уважение, взаимное доверие, а вместо этого развивается атмосфера подозрительности и враждебности. Необходимо избавиться от этой вредной психологии, и тогда быстро восстановится прочный церковный мир». На вопрос патриарха Варнавы — готов ли митрополит Евлогий выйти из-под юрисдикции патриарха Константинопольского — тот ответил, что это могло бы произойти только с благословления первоиерарха церкви на Босфоре. После этого патриарх Варнава предложил посредничество для проведения переговоров между митрополитом Евлогием и Синодом РПЦЗ. В ходе прямых переговоров митрополит Евлогий оправдывал свой статус «экзарха Константинопольской патриархии», напоминая, что и митрополит Антоний был «экзархом» патриарха Константинопольского Иоакима III в «Галиции и Прикарпатской Руси» в 1921—1922 годы. Архиепископ Анастасий и епископ Димитрий отвергали эту аналогию под тем предлогом, что «экзархат» Антония опирался на разрешение русского Священного синода, а, с другой стороны, канонической опорой существования Русской православной церкви за рубежом служил указ № 362 от 7/20 ноября 1920 года. 27 октября/9 ноября 1935 года состоялось второе совещание, а 1/14 ноября — третье. На них обсуждался вопрос территориального охвата архиерейской власти (митрополичьи округа) в РПЦЗ, а также проблемы выбора епископов и соборной деятельности (Собор и Синод). В ходе четвёртого заседания, состоявшегося 2/15 ноября 1935 года митрополит Евлогий ясно обозначил свою позицию, сказав, что он и его паства высоко оценивают положение экзарха патриарха Константинопольского, «потому что оно нас в тяжёлые годы защищало и продолжает нас защищать от всех нападок из Москвы. Даже если бы их и не было, оно нас привело к общению с Вселенской церковью, оно даёт нам, моей церковной совести и моей пастве мир и спокойствие». Митрополит Евлогий полагал, что может участвовать в переговорах о единстве Русской православной церкви за рубежом, однако при этом он не хотел лишиться покровительства со стороны исторически значимой и авторитетной Константинопольской патриархии.

### Последние годы жизни. Возвращение в Московский патриархат
Стремление его в конце войны вернуться в юрисдикцию Московского патриархата не разделялось большинством верующих экзархата. Его старший иподиакон, историк Пётр Ковалевский в своём дневнике недоумевал по поводу речи митрополита на собрании духовенства Парижа и окрестностей 5/18 ноября 1944 года: «<…> в словах Митрополита явно проскальзывало желание вернуться не только в подчинение Москве, но и вернуться духовенством и всей паствой в Россию <…> Кто сейчас влияет на Митрополита — неизвестно.» В то время значительное влияние на него оказывала ухаживающая за ним А. Е. Паршева, которая впоследствии, в июле 1951 года, была выдворена из Франции как советский агент. В конце ноября 1944 года митрополит, вместе с секретарём епархиального управления архимандритом Саввой (Шимкевичем), посетил советское посольство в Париже, где был принят послом Богомоловым, по поводу чего Пётр Ковалевский записал: «Сам факт поездки Митрополита на Grenelle чрезвычайно важен. Глава православной зарубежной Церкви вместо того, чтобы послать письмо, о передаче которого уже было сговорено, <…> поехал сам первый к представителю тех, которые 20 лет гнали Церковь и ещё сейчас держат в ссылке и тюрьмах цвет русского духовенства и церковных мирян. С Константинополем Митрополит не снёсся, что должен был сделать до всякого шага к Москве. Это — нарушение канонических отношений и может иметь пагубные последствия».
Письмом от 21 ноября 1944 года Местоблюстителю Московского патриаршего престола митрополиту Алексию (Симанскому) изъявил желание возвратиться в юрисдикцию Московской патриархии.
Письмом митрополита Алексия от 20 декабря 1944 года был приглашён на Поместный Собор в Москве; но приглашением воспользоваться не смог ввиду его запоздалого получения и своей болезни: «с кануна праздника Богоявления Господня, прикован к одру тяжёлой болезнью». В 1945 году обратился к своей пастве с призывом вернуться в лоно Русской церкви.
29 августа 1945 года митрополитом Николаем (Ярушевичем), специально для сего прибывшим в Париж, был совершён акт воссоединения с Московским Патриархатом митрополита Евлогия и его викариев Владимира (Тихоницкого) и Иоанна (Леончукова), текст которого гласил, что «на сие имеется словесное согласие Его Святейшества патриарха Вселенского Вениамина». 2 сентября в церкви на Рю Дарю все иерархи совершили совместно литургию, которая оказалась последней для митрополита Евлогия.
7 сентября 1945 года состоялось решение Священного Синода РПЦ о воссоединении митрополита Евлогия с Московским Патриархатом в должности Экзарха Западно-Европейских православных церквей; но отпускная грамота от Константинопольского Патриарха получена не была, паства же Экзархата в большинстве не сочувствовала такому шагу.
После издания в СССР 14 июня 1946 года законов о особом порядке «восстановления в советском гражданстве» бывших подданных Российской империи, распорядился служить благодарственные молебны в храмах епархии, что было воспринято основной частью прихожан и клира резко отрицательно и такие молебны в большинстве приходов не служились. Сам владыка незадолго до смерти получил советский паспорт от посла СССР во Франции А. Е. Богомолова.

## Кончина и погребение

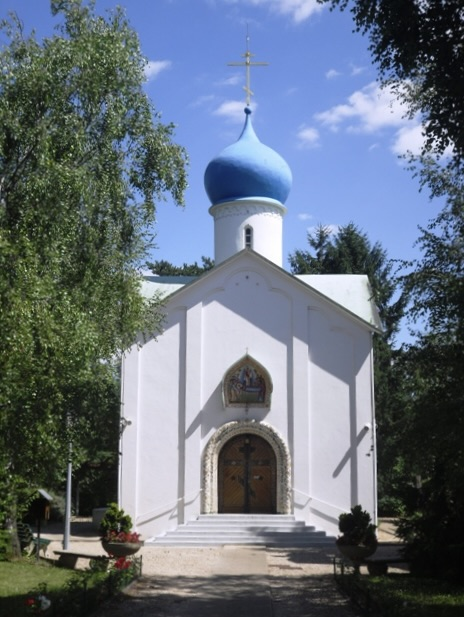
Храм Успения Божией Матери на кладбище Сент-Женевьев-де-Буа

Скончался ранним утром 8 августа 1946 в доме на Рю Дарю при кафедральном соборе Александра Невского в Париже. Отпет 12 августа в соборе митрополитами Ленинградским Григорием (Чуковым) (экстренно прибыл из Москвы во главе делегации Московского Патриархата) и Серафимом (Лукьяновым) в сослужении сонма духовенства; гроб с его телом с 10 августа был «наглухо закрыт».
Погребён на кладбище Сент-Женевьев-де-Буа в крипте церкви Успения Божией Матери.

## Сочинения
- О свт. Тихоне Задонском и его творениях. М., 1898.

- Пастырям Холмской епархии // Холмская церковная жизнь. 1906. № 1.
- Против смягчения наказаний за богохульство // Слово. 1908. 10 и 21 февраля.
- В чём спасение Холмщины // Известия Всероссийского национального клуба. 1911. № 2.
- Речи // Холмская церковная жизнь. 1911. № 9; 1912. № 3-5; 1913. № 14, 24; 1914. № 11; 1915. № 9.
- Речь в Государственной думе по вопросу обсуждения сметы Св. Синода // Церковные ведомости. Приб. 1910. № 10.
- Слово, сказанное перед погребением Столыпина // Церковные ведомости. Приб.. 1911. № 38.
- Поучение при совершении чина закладки храма в г. Холме // Церковные ведомости. Приб.. 1913. № 28.
- Послание галицко-русскому народу и его духовенству // Церковные ведомости. Приб.. 1915. № 2.
- Речи в Государственной думе и Государственном совете. Холм, 1912. Вып. 1-2.
- Галицко-волынскому народу и его духовенству. Пг., 1914.
- Доброе слово воинам. Житомир, 1914.
- Речи, слова, обращения // Волынские епархиальные ведомости. 1914. № 26, 30-32; 1915. № 1, 3, 17, 21, 25-26, 33, 48/49; 1916. № 47.
- Послание // Волынская земля. 1914. 5 декабря. № 233.
- Слово // Волынская земля. 1915. 22 апреля. № 85.
- Утешение плачущим и сетующим по воинам, на поле брани убиенным // Духовная беседа. 1916. № 3.
- Вниманию пастырей и пасомых // Духовная беседа. 1917. № 6.
- К пастве и пастырям Волыни; Письмо в редакцию // Православная Волынь. 1917. № 1, 3.
- Письмо // Киевлянин. 1917. 10 мая. С. 2.
- Письмо в редакцию; Слово при погребении жертв междоусобной брани в Москве (юнкеров, студентов и офицеров) // Всероссийский церковно-общественный вестник. 1917. 17 мая, 19 ноября.
- О нашей православной русской церковности. Вюнсдорф, 1922.
- Церковь и государство // Труды учредительной конференции Русского народно-монархического союза. Мюнхен, 1922. С. 21-29.
- Помогайте безработным!; Обращение к пастве // Возрождение. 1927. № 679, 884.
- Путь моей жизни. Воспоминания Митрополита Евлогия (Георгиевского), изложенные по его рассказам Т. Манухиной: Париж. 1947.
  - 2-е издание в серии «Материалы по истории Церкви». М., 1994.
- Письма к Г. Н. Трубецкому // ВРХД. 1997. — № 175.
- Из переписки с митр. Сергием (Страгородским) // Церковь и время. 1998. № 2-4; 1999. № 1.
- Письма к Патриарху Тихону; Циркулярное письмо // Следственное дело Патриарха Тихона. М., 2000. С. 683—688, 693, 696, 706—709, 717—718.
- Переписка свт. Тихона (Белавина), патриарха Всероссийского, и митр. Евлогия (Георгиевского), 1921—1922 гг. / Публ., предисл., примеч.: Н. Ю. Лазарев // Учёные записки Российского православного университета ап. Иоанна Богослова. 2000. — № 6. — С. 93-111.
- Письма к архиеп. Иоанну (Поммеру) // ВРХД. 2002. № 183.